# 1000-km-Rennen von Fuji 1984

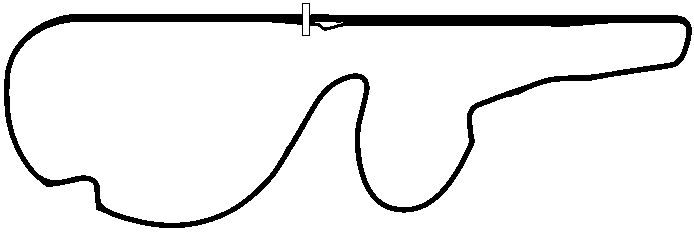
Streckenlayout des Fuji Speedway 1984

Das 1000-km-Rennen von Fuji 1984, auch  WEC Japan, 1984 World Endurance Championship in Japan, Fuji Speedway, fand am 30. September auf dem Fuji Speedway statt und war der neunte Wertungslauf der Sportwagen-Weltmeisterschaft dieses Jahres.

## Das Rennen
83.500 Zuschauer erlebten am Renntag (nur das 24-Stunden-Rennen von Le Mans 1984 hatte mehr Zuschauer) den 18. Gesamtsieg des Porsche 956 in Folge. Das Rennen war auch ein Wertungslauf der All Japan Sports Prototype Championship, was das große Teilnehmerfeld und das Zuschauerinteresse erklärte, da die japanischen Fahrzeuge dieser Rennserie startberechtigt waren. Bestplatzierter Wagen der Serie war der Trust-Racing-Porsche 956 von Hans-Joachim Stuck und Vern Schuppan an der dritten Stelle der Gesamtwertung. Bester japanischer Wagen war der Lotec M1C mit einem 3,5-Liter-Sechszylinder-BMW-Motor sowie den Fahrern Naoki Nagasaka und Keiichi Suzuki an der sechsten Stelle.
Den Doppelsieg der Werks-956 konnten die japanischen Starter nicht verhindern. Die beiden damaligen Formel-1-Piloten Stefan Bellof und John Watson siegten mit dem für Langstreckenrennen knappen Vorsprung von 32 Sekunden auf die Teamkollegen Jochen Mass und Jacky Ickx.

## Ergebnisse

### Schlussklassement
| 1               | C1  | 2   | Rothmans Porsche                 | Stefan Bellof John Watson                        | Porsche 956      | 226 |
| 2               | C1  | 1   | Rothmans Porsche                 | Jochen Mass Jacky Ickx                           | Porsche 956      | 226 |
| 3               | C1  | 60  | Trust Racing Team                | Hans-Joachim Stuck Vern Schuppan                 | Porsche 956B     | 224 |
| 4               | C1  | 7   | Joest Racing                     | Stefan Johansson Henri Pescarolo                 | Porsche 956      | 222 |
| 5               | C1  | 10  | Kremer Racing                    | Manfred Winkelhock Mike Thackwell                | Porsche 956      | 216 |
| 6               | C2  | 84  | Auto Beaurex Motorsport          | Naoki Nagasaka Keiichi Suzuki                    | Lotec M1C        | 209 |
| 7               | C1  | 38  | Dome Motorsport                  | Eje Elgh Masanori Sekiya                         | Dome 84C         | 206 |
| 8               | C2  | 83  | Shimegi Racing Team              | Tooru Shimegi Kaoru Iida Norimasa Sakamoto       | Mazda 83C        | 205 |
| 9               | C1  | 14  | GTI Engineering                  | Jan Lammers Jonathan Palmer                      | Porsche 956 GTi  | 204 |
| 10              | GTP | 131 | Kendall Racing                   | Chuck Kendall Jim Cook                           | Lola T600        | 201 |
| 11              | C2  | 68  | BF Goodrich                      | Dieter Quester Rick Knoop                        | Lola T616        | 198 |
| 12              | C1  | 35  | XEBEC Motorsport Division        | Kaoru Hoshino Kiyoshi Misaki Kazuo Mogi          | Tom’s 83C        | 198 |
| 13              | C2  | 67  | BF Goodrich                      | Jim Busby Pete Halsmer                           | Lola T616        | 198 |
| 14              | GTP | 138 | Top Fuel Racing                  | Mutsuo Kazama Hironobu Tatsumi Yoshiyuki Ogura   | Mazda RX-7 845   | 190 |
| 15              | C2  | 80  | Jolly Club                       | Carlo Facetti Martino Finotto Alfredo Sebastiani | Alba AR2         | 181 |
| 16              | GTX | 137 | Mazda Sport Car Club             | Iwao Sugai Hiroshi Sugai                         | Mazda RX-7 254i  | 180 |
| 17              | C1  | 50  | Hasemi Motorsport                | Masahiro Hasemi Kenji Tohira                     | LM 04C           | 179 |
| 18              | C2  | 74  | Mishima Auto Racing              | Kaneyuki Okamoto Minoru Sawada                   | Mishima Auto 84C | 179 |
| 19              | GTU | 145 | Trust Racing Team                | Mitsutake Koma Ryuusaku Hitomi                   | Toyota Celica    | 178 |
| 20              | C2  | 85  | Setrab Racing By Yours           | Hideki Okada Masatomo Shimizu Tomohiko Tsutsumi  | Mazda 727C       | 172 |
| 21              | C2  | 86  | Mazdaspeed                       | Yōjirō Terada Dave Kennedy                       | Mazda 727C       | 165 |
| Nicht klassiert |     |     |                                  |                                                  |                  |     |
| 22              | C1  | 17  | Mazdaspeed                       | Takashi Yorino Yoshimi Katayama                  | March 84G        | 153 |
| 23              | GTX | 135 | Meiju Sport                      | Akio Morimoto Seiichi Okada Fuminori Shimogishi  | Mazda RX-7 254i  | 96  |
| 24              | C1  | 3   | Rothmans Porsche                 | Richard Lloyd                                    | Porsche 956      | 27  |
| Ausgefallen     |     |     |                                  |                                                  |                  |     |
| 25              | C2  | 81  | Jolly Club                       | Almo Coppelli Guido Daccò Marco Vanoli           | Alba AR2         | 169 |
| 26              | C1  | 36  | Tom’s                            | Satoru Nakajima Keiji Matsumoto                  | Tom’s 84C        | 127 |
| 27              | C1  | 37  | Team Ikuzawa                     | Tiff Needell James Weaver                        | Tom’s 84C        | 113 |
| 28              | C2  | 82  | Jolly Club                       | Pasquale Barberio Maurizio Gellini               | Alba AR3         | 88  |
| 29              | C2  | 78  | Team Iwaki                       | Masakazu Nakamura Kouichi Iwaki Takashi Tosa     | Misakispeed 83C  | 84  |
| 30              | C2  | 79  | Alpha Cubic Racing Team          | Noritake Takahara Chiyomi Totani                 | Renoma 84C       | 71  |
| 31              | C1  | 26  | Panasport Japan                  | Toshio Suzuki Osamu Nakako                       | LM 04C           | 49  |
| 32              | C2  | 99  | RB Promotion                     | Philippe Colonna Altfrid Heger Jeremy Rossiter   | Tiga GC284       | 49  |
| 33              | C1  | 16  | Nova Engineering                 | Jirō Yoneyama Chikage Oguchi                     | Porsche 956      | 44  |
| 34              | C1  | 30  | Hoshino Racing                   | Kazuyoshi Hoshino Akira Hagiwara                 | March 83G        | 28  |
| 35              | C1  | 20  | Central 20 Racing Team           | Takao Wada Haruhito Yanagida                     | LM 03C           | 27  |
| Nicht gestartet |     |     |                                  |                                                  |                  |     |
| 36              | C1  | 18  | Nova Engineering                 | Kenji Takahashi Kunimitsu Takahashi Geoff Lees   | Porsche 956B     | 1   |
| 37              | C1  | 29  | Autobacs Racing Team With Uchida | Rupert Keegan Aguri Suzuki                       | Dome RC83i       | 2   |
| 38              | C2  | 87  | Mazdaspeed                       | Dave Kennedy Jean-Michel Martin                  | Mazda 727C       | 3   |

1 Unfall im Training
2 Unfall im Training
3 nicht gestartet

### Nur in der Meldeliste
Hier finden sich Teams, Fahrer und Fahrzeuge, die ursprünglich für das Rennen gemeldet waren, aber aus den unterschiedlichsten Gründen daran nicht teilnahmen.
| Pos. | Klasse | Nr. | Team                    | Fahrer                                  | Chassis         |
| ---- | ------ | --- | ----------------------- | --------------------------------------- | --------------- |
| 39   | C1     | 33  | John Fitzpatrick Racing | David Hobbs Thierry Boutsen             | Porsche 956B    |
| 40   | C1     | 34  | John Fitzpatrick Racing |                                         | Porsche 962     |
| 41   | C1     | 34  | John Fitzpatrick Racing | Rupert Keegan Franz Konrad              | Porsche 956     |
| 42   | GTP    | 132 | Electrodyne             | John Bright Jim Mullen Chester Vincentz | Lola T600       |
| 43   | GTX    | 136 | Mazda Sports Car Club   | Kanjun Arai Yuuichi Hagiwara            | Mazda RX-7 254i |
| 44   | GTO    | 140 | Marketing Corporation   |                                         | Ford Mustang    |

### Klassensieger
| Klasse | Fahrer         | Fahrer          | Fahrzeug        | Platzierung im Gesamtklassement |
| ------ | -------------- | --------------- | --------------- | ------------------------------- |
| C1     | Stefan Bellof  | John Watson     | Porsche 956     | Gesamtsieg                      |
| C2     | Naoki Nagasaka | Keiichi Suzuki  | Lotec M1C       | Rang 6                          |
| GTP    | Chuck Kendall  | Jim Cook        | Lola T600       | Rang 10                         |
| GTX    | Iwao Sugai     | Hiroshi Sugai   | Mazda RX-7 254i | Rang 16                         |
| GTU    | Mitsutake Koma | Ryuusaku Hitomi | Toyota Celica   | Rang 19                         |

### Renndaten
- Gemeldet: 44
- Gestartet: 35
- Gewertet: 21
- Rennklassen: 5
- Zuschauer: 83.500
- Wetter am Renntag: warm und trocken
- Streckenlänge: 5,040 km
- Fahrzeit des Siegerteams: 5:30:00,370 Stunden
- Gesamtrunden des Siegerteams: 226
- Gesamtdistanz des Siegerteams: 996,705 km
- Siegerschnitt: 181,216 km/h
- Pole Position: Stefan Bellof – Porsche 956 (#1) – 1:17,490 = 204,887 km/h
- Schnellste Rennrunde: unbekannt
- Rennserie: 9. Lauf zur Sportwagen-Weltmeisterschaft 1984